# Кашуейраш
Кашуейраш (порт. Cachoeiras; МФА: [kɐ.ʃu.ˈɐj.ɾɐʃ]) — парафія в Португалії, у муніципалітеті Віла-Франка-де-Шира. Розташована в західній частині країни, на теренах історичної португальської провінції Ештремадура. Входить до складу округу Лісабон. За адміністративним поділом, чинним до 1976 року, терени парафії були складовою провінції Рібатежу. Належить до Лісабонського патріархату Католицької церкви. Патрон — Діва Марія. Площа — 9,8734 км². Населення — 766 ос. (2011). Сильно урбанізований регіон. Густота населення — 77,58 осіб/км²
. Код — 111403.

## Населення
| Кількість мешканців | Кількість мешканців | Кількість мешканців | Кількість мешканців | Кількість мешканців | Кількість мешканців | Кількість мешканців | Кількість мешканців | Кількість мешканців | Кількість мешканців | Кількість мешканців | Кількість мешканців | Кількість мешканців | Кількість мешканців | Кількість мешканців |
| ------------------- | ------------------- | ------------------- | ------------------- | ------------------- | ------------------- | ------------------- | ------------------- | ------------------- | ------------------- | ------------------- | ------------------- | ------------------- | ------------------- | ------------------- |
| 1864                | 1878                | 1890                | 1900                | 1911                | 1920                | 1930                | 1940                | 1950                | 1960                | 1970                | 1981                | 1991                | 2001                | 2011                |
| 726                 | 854                 | 998                 | 1 066               | 1 238               | 1 496               | 1 616               | 1 064               | 1 050               | 969                 | 575                 | 777                 | 727                 | 769                 | 766                 |